# 올리 머스
올리 머스(Olly Murs, 1984년 5월 14일 ~ )는 잉글랜드의 싱어송라이터이자 음악가, 방송인이다. 머스는 2009년 영국의 오디션 프로그램 더 엑스 펙터의 시즌 6회에서 2위를 차지하고 유명세를 탔다. 현재는 영국의 에픽 레코드 사와 계약을 맺고 있고, 미국의 컬럼비아 레코드 사와 시코 뮤직과 계약을 맺고 있다.
2010년 8월말, 머스는 그의 첫 싱글 "Please Don't Let Me Go"를 발표하고, 영국 싱글차트 1위로 데뷔했다. X-factor 시즌 6의 최종경연자들과 함께 발매한 "You Are Not Alone" 이후, 발매한 그 싱글은 그의 첫 번째 1위 싱글이 되었다. "Please Don't Let Me Go"는 40만장 이상이 판매돼, BPI로부터 Gold certification을 받았다. 그리고 그는 그의 데뷔 앨범 "Thinking of Me" 의 동명 수록곡을 두 번째 싱글로 발매하였고, 영국 싱글차트에 4위에 그쳤지만 20만장 이상이 판매되어, BPI로부터 Silver certification을 인증 받았다. "Heart Skips a Beat"는 발매와 동시에 그의 두 번째 싱글차트 1위 곡이 되었다. 머스의 두 번째 앨범인 "In Case You Didn't Know" 의 "Dance with Me Tonight"는 그의 세 번째 싱글차트 1위 곡이 되었다.